# Filosofins historia i Polen
Filosofins historia i Polen följer den generella utvecklingen för filosofin i Europa. Polska filosofer stöder sig på de bredare europeiska strömningarna och bidrog även till deras framväxt. De mest betydelsefulla polska bidragen gjordes på 1200-talet av den skolastiske filosofen och vetenskapsmannen Witelo; och under 1500-talet av Nikolaus Kopernikus, som var lärd på många områden. Han var inte bara astronom. 
Det Polsk-litauiska samväldet deltog senare i den intellektuella jäsningen under Upplysningen, som för det multietniska statsförbundet inte upphörde förrän stormakterna bakom Polens tredje delning kollapsade i samband med första världskrigets slut, efter delningarna och den politiska förstöring som pågick i nästan 123 år.